# 松納茨河
46°50′41″N 7°8′27″E / 46.84472°N 7.14083°E

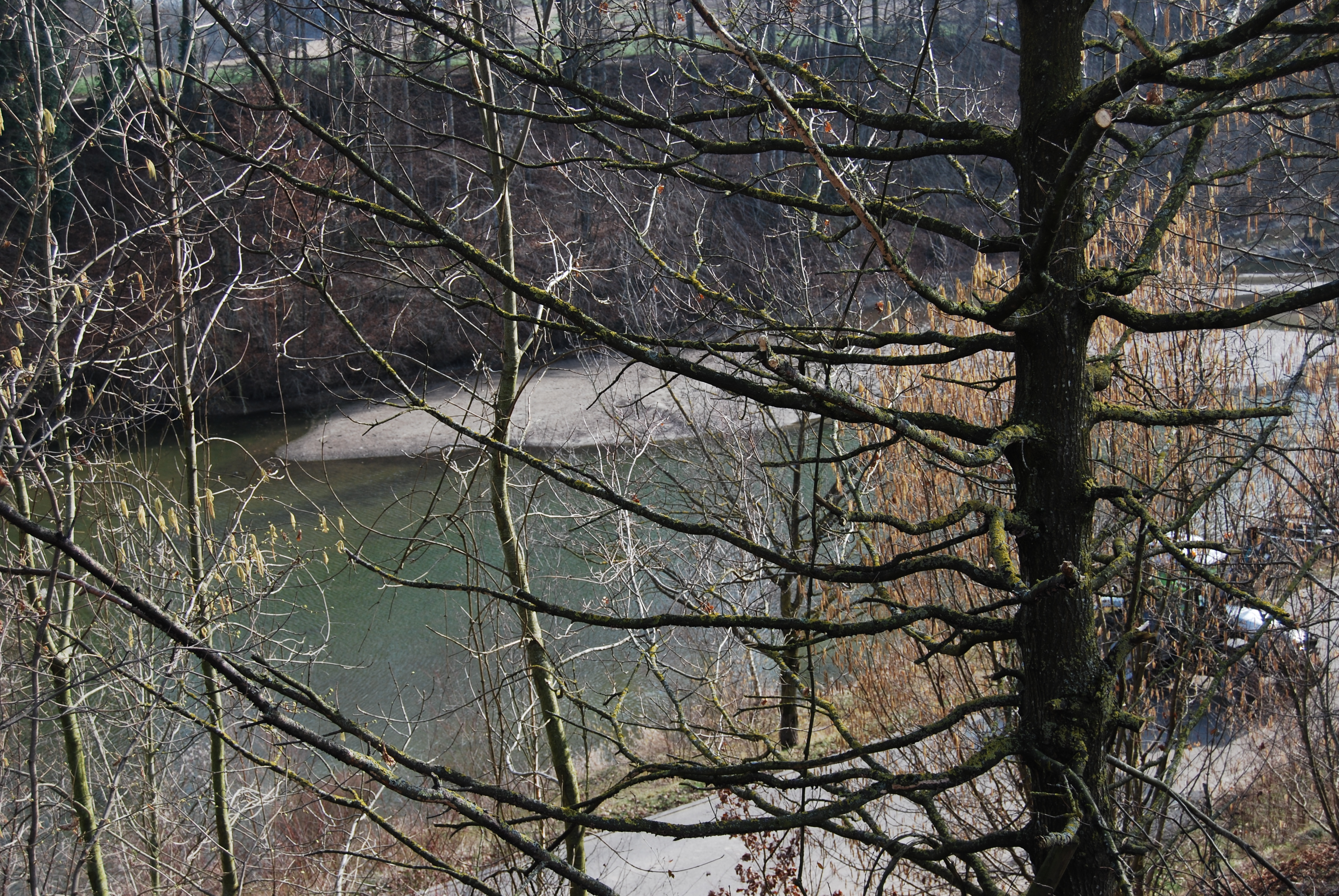

松納茨河是瑞士的河流，位於該國西部，流經弗里堡州，屬於薩訥河的左支流，河道全長13公里，發源自弗里堡和帕耶訥之間，河口處在巴貝雷什。